# VIP Brother (3.ª temporada)
VIP Brother 3 é a terceira temporada do VIP Brother, uma versão búlgara do Big Brother exibido no canal Nova que começou em 16 de março de 2009 e terminou em 10 de maio de 2009. Nesta, o ganhador foi Dean, o Deo.

## Participantes
| Participante                  | Profissão              | Resultado                           |
| ----------------------------- | ---------------------- | ----------------------------------- |
| Deyan "Deo" Geodarov Slavchev | Apresentador           | Ganhador em 10 de maio de 2009      |
| Mariya Grozdeva               | Campeã olímpica        | 2ª colocada em 10 de maio de 2009   |
| Todor Ivanov Slavkov          | Empresário             | 3º colocado em 10 de maio de 2009   |
| Sofia Marinova Kamenova       | Cantor                 | 7º eliminado em 10 de maio de 2009  |
| Hristo "Ico" Hristov Petrov   | Cantor de rap          | 6º eliminado em 10 de maio de 2009  |
| Petya Sashova Dikova          | Atriz                  | 5º eliminado em 10 de maio de 2009  |
| Ivaila Bojidarova Bakalova    | Modelo e miss          | 4º eliminado em 10 de maio de 2009  |
| Saša "Sasha" Antunovic        | Futebolista            | Expulso em 8 de maio de 2009        |
| Bojidara Bojidarova Bakalova  | Designer da moda       | Expulso em 6 de maio de 2009        |
| Mihail Panayotov Kalaidjiev   | Cantor                 | Expulso em 24 de abril de 2009      |
| Anya Angelova Pencheva        | Atriz                  | 3º eliminado em 23 de abril de 2009 |
| Gala                          | Personalidade da mídia | Expulsa em 17 de abril de 2009      |
| Emil Iliev Koshlukov          | Político               | 2º eliminada em 10 de abril de 2009 |
| Ivan "Ustata" Georgiev Dinev  | Cantor de rap          | Expulso em 10 de abril de 2009      |
| Kristiana Venelinova Vulcheva | Enfermeira             | Expulsa em 3 de abril de 2009       |
| Antonia Petrova               | Modelo e miss          | 1º eliminada em 1 de abril de 2009  |
| Danail Petrov Ignatov         | Personalidade da mídia | Expulso em 27 de março de 2009      |

## Celebridades recorrentes
Toda semana a casa recebia uma celebridade búlgara.
|                   | Semana 1  | Semana 2 | Semana 2 | Semana 3-4                        | Semana 4 | Semana 5 | Semana 6 | Semana 7 |
| ----------------- | --------- | -------- | -------- | --------------------------------- | -------- | -------- | -------- | -------- |
| Convidado da casa | Rumen     | Azis     | Kamelia  | Andrey                            | Teodora  | Lyubo    | Diyana   | Preslava |
| Entrada           | Dia 2     | Dia 10   | Dia 11   | Dia 17                            | Dia 24   | Dia 31   | Dia 38   | Dia 45   |
| Saída             | Dia 10    | Dia 15   | Dia 15   | Dia 31                            | Dia 31   | Dia 38   | Dia 50   | Dia 52   |
| Nomeação          | Kristiana | Sofi     | Mariya   | Emil (Semana 3), Todor (Semana 4) | Sofi     | Hristo   | Todor    | nenhum   |